# 老人と海
『老人と海』（ろうじんとうみ、The Old Man and the Sea）は、20世紀アメリカの作家アーネスト・ヘミングウェイによる中編小説。出版は1952年で、ヘミングウェイの生前に刊行されてベストセラーとなった最後の作品である。この作品により、ヘミングウェイは1953年にピューリッツァー賞、1954年にはノーベル文学賞を受賞した。
巨大な魚と老漁夫の死闘の物語。誇り高い人間の栄光と悲劇を描いた名作。

## 物語のプロット
『老人と海』の物語はきわめて単純で、キューバに住む一人の老漁師が84日間もの不漁の後、巨大なカジキを3日間にわたる死闘の末に捕獲するが、その後にサメに襲われ、獲物を食い尽くされてしまうという話である。
作品のプロットとしては、以下大きく5つの部分に分けることができる。
1. 前日：プロローグ。キューバのハバナに暮らす老漁師サンチャゴ[注釈 1]は、84日間一匹も魚が獲れない日々が続いていた。老人を慕う少年マノーリンは老人とともに漁に出ていたが、両親の言いつけにより心ならずも別の舟に乗るようになっていた。老人は眠り、好きなライオンの夢を見る[10][11]。
2. 第1日：早朝、老人は少年に見送られながら一人小舟を操って海に漕ぎ出す。沖に出た老人は明るくなる前に釣り綱を下ろす。昼ごろに当たりが来て、大物の手応えがあった。老人は綱を背中に回して踏ん張る。しかし、大魚は夜になっても小舟を曳きながら沖に向かって泳いでいく[10][11]。
3. 第2日：大魚は小舟を引き続けている。根比べの最中、小鳥に気を取られた老人は、急に深く潜った大魚によって小舟の上に引き倒され、手を傷つけてしまう。綱を支えていた左手が痙攣を起こし、老人を悩ませる。大魚が水面に姿を見せるが、すぐに水中深く潜ってしまう。午後になり、老人の左手の痙攣が収まる。夕暮れ時、別の釣り綱にカジキが食いつき、老人は右手で大綱を支えながら左手で釣り上げる。日が沈むと、老人はしばらくの間まどろみ、イルカの群れや村の自分のベッド、そしてライオンの夢を見る[11][注釈 2]。
4. 第3日：大魚が前進を止めて旋回を始める。老人は綱をたぐるが、疲労で気を失いかける。3度目の旋回から大魚が水面に浮かび上がる。老人は意識もうろうとなりながらも、力を振り絞って大魚に銛を打ち込む。大魚は一度跳ね上がって水中に潜り、やがて腹を見せて浮かび上がる。老人は仕留めた大魚を舷側に結びつけて帰路につく。しかし、大魚の血の匂いを嗅ぎつけたサメが次々に襲撃してくる。老人は必死に防ぐが、格闘のうちに銛を取られ、オールに結びつけたナイフも失う。夕暮れが迫る。老人はサメを舵棒で打ちまくるが、大魚のほとんどを食いちぎられてしまう。真夜中過ぎに老人は港にたどり着く。やっとの思いで這い上がり、小屋にたどり着くと、ベッドにうつ伏せになって眠りに落ちる[11]。
5. 第4日：エピローグ。朝、少年が小屋をのぞくと老人は眠り込んでいた。老人の両手の傷を見て、少年は泣き出す。港では、漁師たちが老人の小舟のまわりに集まって、骨ばかりになっていた大魚の長さを測っていた。少年はコーヒーを老人のところへ運ぶ。目を覚ました老人はコーヒーを飲みながら、少年とまた一緒に釣りに行くことを約束する。少年に見守られながら老人はまた眠り、好きなライオンの夢を見る[11]。

## 執筆の経過

### 前作の不評
ヘミングウェイは1940年に『誰がために鐘は鳴る』を出版して以来、1950年9月に『河を渡って木立の中へ』を出版するまで、10年間にわたって沈黙していた。実はこの間、『エデンの園』や『海流のなかの島々』を断続的に執筆しており、これらはヘミングウェイの死後に出版された。
『老人と海』の前作となった『河を渡って木立の中へ』の執筆は1949年4月で、妻メアリーを伴ってイタリア旅行中、アドリアーナ・イヴァンチッチという18歳の貴族の娘と出会ったことが直接のきっかけとなった。ヘミングウェイはこの作品に手応えを感じており、売れ行きもよく、『ニューヨーク・タイムズ』のベストセラー・リストに21週間掲載されたほどだった。
しかし、作品への批評は厳しいものが多く、駄作で魅力に欠け、スタイルも構成も弛緩していてヘミングウェイはもう駄目になった、と今後の作家活動を疑問視するものまであった。このような酷評に、ヘミングウェイは深い気鬱に陥った。

### 着手

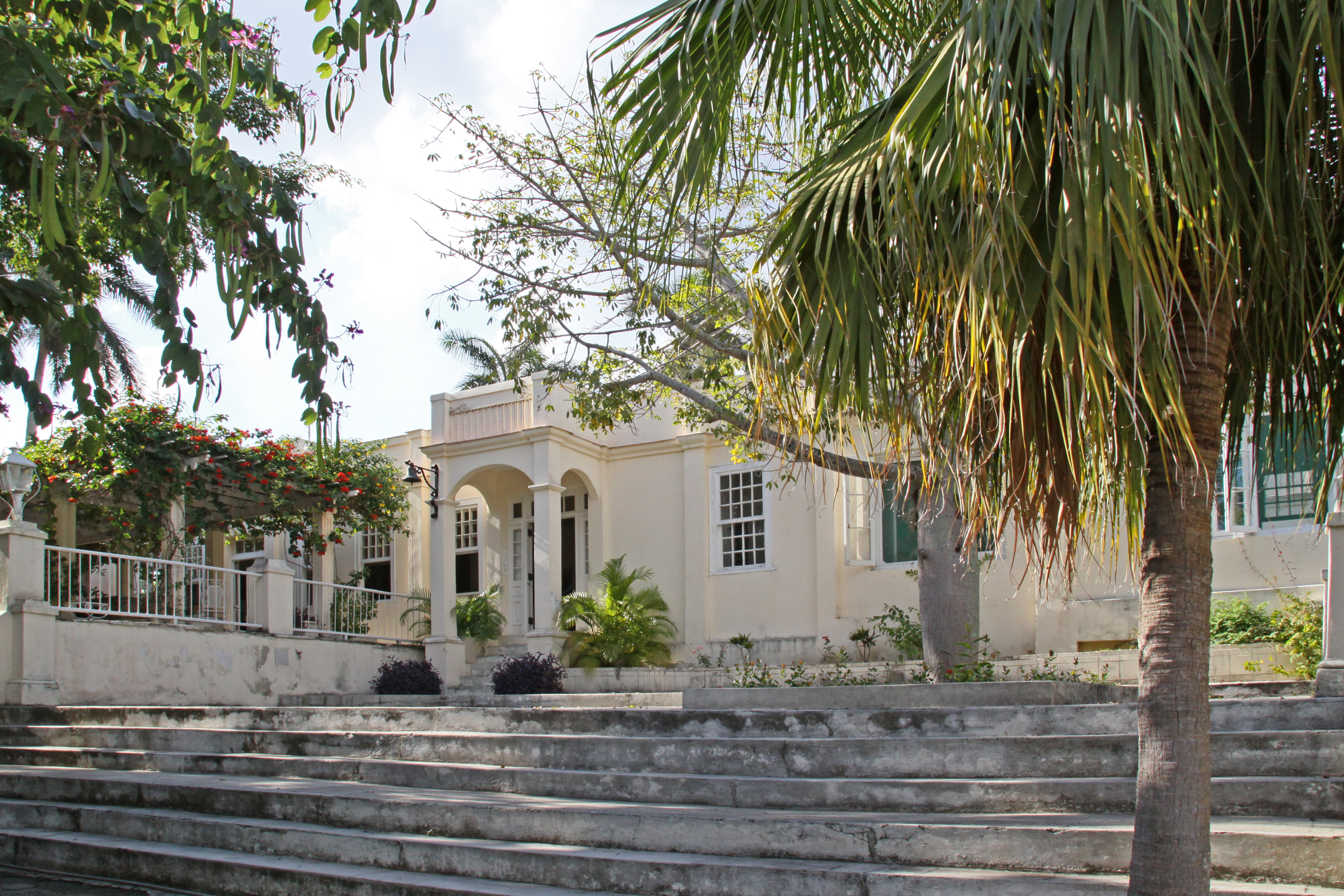
『老人と海』が書かれたキューバのヘミングウェイの家フィンカ・ビヒア

『河を渡って木立の中へ』出版から2ヶ月後の1950年10月末、アドリアーナが母親とともにキューバのヘミングウェイを訪問した。彼女らは翌年2月初旬まで滞在し、ヘミングウェイは彼女らを持ち船「ピラール号」に乗せてカリブ海周辺の島々を案内した。アドリアーナはキューバでの滞在について、次のように回想している。
この回想に基づけば、ヘミングウェイはこの年のクリスマス・イヴに『海流のなかの島々』を書き上げ、さらに年内か遅くとも翌1951年1月早々には『老人と海』に着手したことになる。『海流のなかの島々』を編集したカーロス・ベイカーによれば、『老人と海』は『海流のなかの島々』とともに「海」の四部作として構想の一つに入っていたものが切り離されたものである。ヘミングウェイは従軍記者をしていたころに、第二次世界大戦に関する「陸・海・空」の物語を構想しており、『老人と海』はそのうちの「海」の第4部に相当していた。
ヘミングウェイが『老人と海』の草稿を書き終えたのは、1951年2月中旬だった。執筆期間はおよそ2ヶ月足らずと見られる。妻メアリーは、人目もはばからずアドリアーナに恋情を寄せるヘミングウェイに愛想を尽かし、別居後の自分の仕事の準備までしていたが、『老人と海』の草稿を読み、「これならば、あなたがわたしにさんざん加えたひどい仕打ちを、もう全部許してもいい」と告げた。
同月下旬には版元スクリブナーズ社のチャールズ・スクリブナーがハバナを訪れ、草稿を読んで絶賛した。

### 取材対応と身近な人々の死
ヘミングウェイが『老人と海』の推敲を始めた1951年早々から、アメリカの若手研究家チャールズ・フェントン、カーロス・ベイカー、フィリップ・ヤング、イギリスのジャーナリストのジョン・アトキンズがヘミングウェイの研究書の出版を巡って次々に接触してきた。彼らと私信を交わしたヘミングウェイは、ベイカーとアトキンズが彼の作品を中心に論じようとしていることを知って、二人に協力した。しかし、フェントンの研究対象はヘミングウェイの伝記的な内容であったために協力を拒否した。ヤングの著書に対しては、作品の一部を引用することを認めようとしなかった。この引用については、最終的にはヘミングウェイが折れて許可したものの、フェントンとヤングの著書の出版阻止のために一時は法的手段に出ることも検討していたほどだった。後に、ベイカーの研究は実証性の確かさによって、またヤングの研究は切り口の独自性によって、ヘミングウェイ研究に大きな影響を及ぼすことになった。
また、同年6月にはヘミングウェイの母グレースが死去した。母に対して屈折した思いのあったヘミングウェイは、葬儀の費用を支払ったものの出席はしなかった。10月には2番目の妻ポーリンが急死した。二人の息子であるグレゴリーの問題をめぐって、亡くなる前日の晩にヘミングウェイはポーリンと電話で罵り合い、彼女をひどく責めていた。彼女は副腎髄質に腫瘍があり、ストレスを受けたことでアドレナリンが異常に分泌され、急激な血圧上昇を引き起こしたことが死因だった。翌1952年2月には、『老人と海』の草稿を読んだ版元のチャールズ・スクリブナーが心臓発作で死亡した。ヘミングウェイが『老人と海』の最終原稿をスクリブナー社に渡したのは、その一月後の1952年3月10日である。

## 出版と反響
『老人と海』は、単行本に先駆けてグラフ誌『ライフ』1952年9月1日号に全編掲載された。
5,000字程度が記事の上限である週刊誌にとって、27,000語にのぼる小説を一挙に掲載することは破格の扱いだった。掲載前の『ライフ』8月25日号では、社説でジェイムズ・ミッチェナーが「老いたるヘミングウェイが傑作を書き、チャンピオンシップを奪還した。彼は今でも私たちみんなのパパなのだ。」と作品掲載を予告した。
『老人と海』を掲載した『ライフ』9月1日号には、「ここにアメリカの偉大な作家の偉大なる新作全編を、初めて提供することを誇りとするものである」という編集側の謳い文句と、各ページにノエル・シックルズの挿絵が掲載されていた。同掲載誌は500万部以上印刷された。これは社始まって以来の発行部数であったが、48時間で完売となり、ヘミングウェイに4万ドルの原稿料をもたらした。読者からは「国民作家ヘミングウェイの復活」を祝福する投書が殺到した。
『ライフ』掲載から1週間後の9月8日、スクリブナー社は『老人と海』を出版した。初版の発行部数は5万部で、発売初日にはすでに第2版が準備されていた。
表紙カバーには作品の舞台となるコヒマルの漁村を描いたアドリアーナの絵が採用され、ヘミングウェイを喜ばせた。
スクリブナー社の刊行本では、当初の献呈先は妻のメアリーとされていたが、メアリーの承諾を得て「チャールズ・スクリブナーとマックス・パーキンズに捧ぐ」に変更された。
『老人と海』は、ただちにブック・オブ・ザ・マンス・クラブに選評され、「アメリカ文学の古典作品として位置づけられる方向性」との評価を受けた。
批評家マルコム・カウリーは、次のように述べた。
また、同じころキューバにおいてもヘミングウェイのたっての希望により、『老人と海』がハバナの雑誌『ボエミア』に掲載された。これはキューバ在住のスペイン人作家リノ・ノバス・カルボによるスペイン語訳の全文であった。ヘミングウェイは『ボエミア』から受け取った小説掲載の報酬5,000ドル全額を、ハバナ郊外にあるハンセン病治療施設「エル・リンコン病院」に寄付している。

### 受賞
『老人と海』でヘミングウェイは1953年にピューリッツァー賞を、1954年にノーベル文学賞を受賞した。
通常、ノーベル文学賞は作家の生涯の達成に対して与えられるが、この年のスウェーデン・アカデミーは、『老人と海』の技法的達成を授賞の大きな理由としている。
なお、この年のアフリカ旅行中に飛行機事故に遭ったヘミングウェイは重傷を負い、体調不良のために授賞式を欠席した。

## 物語の原型

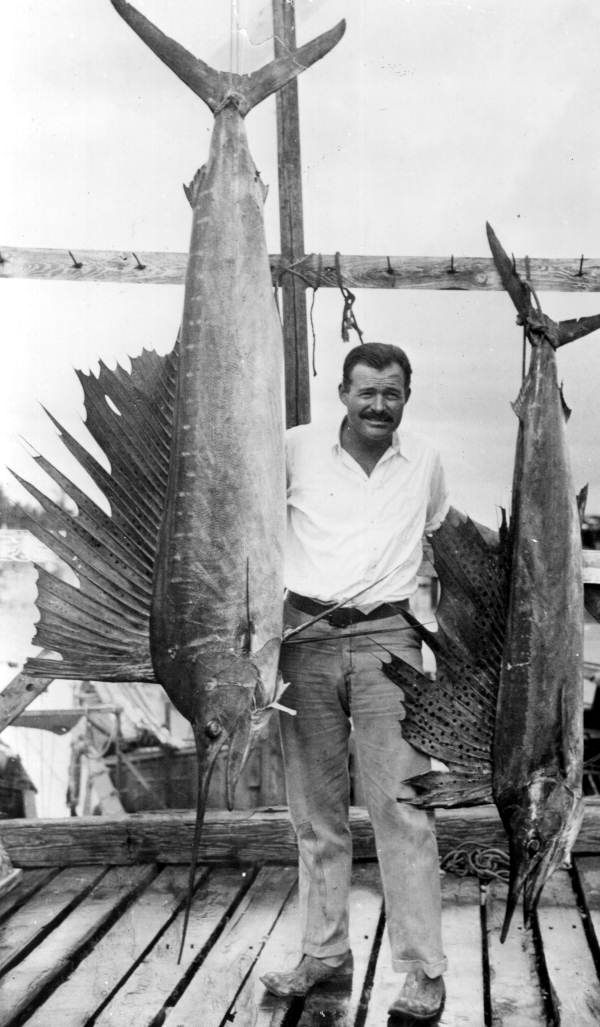
ヘミングウェイとカジキ（フロリダ州キーウェストにて。1940年代）

1936年にヘミングウェイは『エスクァイア』誌に「青い海で(On the Blue Water)：メキシコ湾流便り」と題して、巨大なカジキを捕らえたキューバの老漁師について次のような記事を寄せていた。
このわずか200語ほどのきわめて短い物語が『老人と海』の原型だとされている。
3年後の1939年2月には、ヘミングウェイはスクリブナー社の編集者であったマックス・パーキンズに、ハバナ近くのカサブランカという漁師の集まるところに住み着いている老漁夫の小説でも書こうと思っていると話していた。
この記事と『老人と海』とは多くの点で一致しているが、『老人と海』では、老人が不漁続きであったことや老人の生命観、最後まで涙一つこぼさずに自力で帰港したことなどが付加されている。
作者の創造が反映されたサンチャゴ老人のリアクションは記事の老漁師とは対照的なふるまいとなっている。
とくに大きな違いはその終わり方であり、全く別物といえるものになっている。
この記事の老漁夫は泣いて敗北を認めたが、『老人と海』の老人は敗れざる者として描かれており、ここにはヘミングウェイの生きることへの信念が凝縮されている。
また、ヘミングウェイは元来魚釣りを好み、興味が高じてこれより以前に「ピラール号」という漁船を自ら建造させ、キーウェスト沖で468ポンドに及ぶカジキを捕獲したり、ビミニ諸島近くで素人釣りとしては最大であろうと言われた310ポンドのマグロを釣り上げたりしていた。餌にかかった魚がときどきサメに食われるために、サメを殺すための特別な槍のようなものを作ったりもしており、物語にはこれらの体験が投影されている。

### 老人のモデル

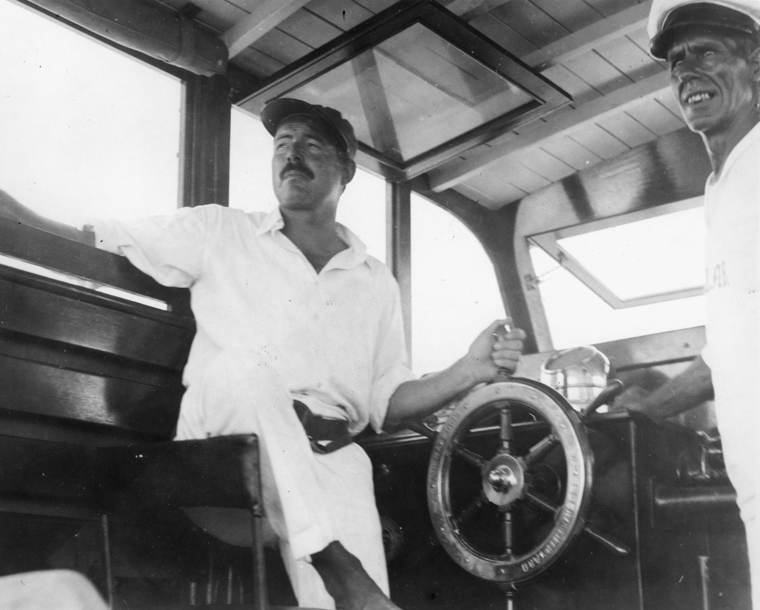
ピラール号上のヘミングウェイとグティエレス（1934年）

上記の老漁師の話は、「ピラール号」の初代船長だったカルロス・グティエレスがヘミングウェイに伝えたもので、グティエレスはサンチャゴ老人の性格のモデルとされている。ヘミングウェイがグティエレスと出会ったのは30代のときで、当時の漁の写真のほとんどに現れているほどヘミングウェイは彼に惚れ込んでいた。グティエレスはまた、1920年代に自分が取り逃がした巨大なマカジキの話もヘミングウェイにしていた。
同じく「ピラール号」の船長を務めていたグレゴリオ・フエンテスが『老人と海』の老人のモデルだとされることがあるが、フエンテスは2代目の船長であり、物語に直接関わってはいない。とはいえ、彼がヘミングウェイとともに過ごした体験が投影されている可能性はある。
また、ヘミングウェイはインタビューにおいて、偶然出会ったハバナの老漁夫の話から『老人と海』の素材を得たとも語っている。インタビュアーのK.シンガーがこの老漁夫を探し当てたところ、マヌエル・ウリバッリ・モンテスパンという名前の漁師であり、モンテスパンは当地を訪れる観光客らの話題となった。後にモンテスパンは、ヘミングウェイに材料を提供したのに自分はなにも報酬が得られず、作者は舟をくれる約束だったとして告訴したが、その事実はなかったとして棄却されている。

## 作品について

### 評価
『老人と海』は、第二次世界大戦後のヘミングウェイの唯一の成功作である。この作品について、ヘミングウェイ自身は次のように語っている。「私の生涯をかけて求めてきたものが、ようやく手に入ったような気がする。」。
『誰がために鐘は鳴る』以後10年間の沈黙と、その沈黙を破って発表した『河を渡って木立の中へ』が酷評をこうむったことで、不安定な精神状態、大戦後の創作をめぐる混迷、創作意欲の減退といったヘミングウェイにつきまとう否定的要因を考えれば、『老人と海』は奇跡としかいいようのないほど高い完成度を示している。
『老人と海』は、そのスタイルと作品の意味の緊密性、象徴の深さと美、構成の統一などを中心に高い評価を受けた。橋本治夫は、「『老人と海』は一切の虚無と絶望をくぐり、悠久の生をはるかに遠く生きる人間の姿態とその可能性を描いている。簡潔な描写にひそむ作者の呼吸は緊迫の響きに満ちて、力強く快い」と述べている。
『老人と海』発表当初に好意的批評を寄せたマーク・スコーラーは、老人の三日間の孤独な闘いと敗北に人間の悲劇を見て取り、この見方はその後の多くの批評に共通するものとなった。スコーラーはさらに、秀でた簡潔さ、散文の韻律、シンボリズムから『老人と海』をひとつの寓話（アレゴリー）として捉えた。橋本も作品のきわめて単純な物語を「一つの寓話」と述べている。
『老人と海』を日本語に翻訳した福田恆存は、ヘミングウェイが純粋に客観的な外面描写を用いて理想的な人間像を描いたことにより、老人は叙事詩的英雄に酷似していると指摘し、「剛毅の文学」と呼んでいる。綿密に老人の行動をたどることによって、読者はギリシア悲劇を読んだときのような生理的、心理的、倫理的なカタルシスを得る。
橋本もまた「人間はいかに行動すべきか、また人間はどこまで忍耐できるか、その限界を極めようとして、人間が運命と対決する優れた『海の叙事詩』」と述べる。
海を舞台にした小説という点では、ハーマン・メルヴィルの『白鯨』と比較されることもある。

### 文体
ヘミングウェイの文章は、多彩な形容詞の忌避、簡潔単純な文構造を基本として展開される。具体的には口語体で、一音節の語を多用する。たいていは20語以内の短い文章であり、しかも短文で複文を避け、[and] や [but] のような接続詞で文をつなぐ。修飾語の少ない簡潔な文であることは、内面的世界を無遠慮にむき出しにすることを好まない、ハードボイルドで厳しいストイシズムといえる。
老人が実際に行ったこと、その周囲に存在した事物、それ以外はなにも描かれていないが、このことは逆に、描かれていることの確かさを強く感じさせる。『老人と海』では、こうした純粋で客観的な外面的描写を用いて、作者にとっての理想的な人間像を表現している。
ヘミングウェイはこの作品を200回以上も読み返して推敲したといわれる。このようにして煮詰められ煎じ詰められた表現が意味深い含蓄を持ち、一見簡素に見えるヘミングウェイの文に深さと幅を持たせている。
例えば、作品中に老人の身上については一切の説明がないが、粗末な漁師小屋の壁にイエスとマリアの彩色画が貼りつけられていて、それは老人の妻の形見であった、という描写によって、老人が妻に先立たれていること、さらにはその妻は信仰が厚く、少なくとも老人にとってよき伴侶であっただろうことが連想される。さらに、壁には故人の写真が掛けられていたが、いまは取り外されて、片隅の棚に洗ったシャツの下に置かれていると述べられていることにより、老人にとって妻の存在の大きさが印象付けられる。わずかな描写がその背景を膨らませ、妻が登場しないことで、妻にも愛情が捧げられている。
また、少年の性格についてはひとことの説明もないが、老人と少年の素朴な会話からは、少年の老人に対する思慕や優しい愛情に溢れていることがよくわかる。
ヘミングウェイの特徴ある文体はきわめて平易で、かつ誰にでも書けそうに思われるものである。加えて『老人と海』においては、「非情な写実主義」の典型とされてきたヘミングウェイの作風に、精神的な要素が有機的に調和している。このように物語の叙法に一つの新しい面を開いたことが、ノーベル文学賞の受賞につながった。

### 物語と解釈
『老人と海』は、実在した老漁師の体験をヘミングウェイのフィッシング経験と融合させたフィクションである。ヘミングウェイはフロリダ州キーウェストに住居を構え、キューバにも実際に住んで、フィッシングに興じてきた。『老人と海』の創作には、彼の経験から得た海の現実や海洋生物の生態・知識が存分に活用されている。主人公に、きわめて原始的な漁法を行う老漁師を設定したことには、生態系や環境保護に関するヘミングウェイの考えが暗示されており、すぐれて現代的なメッセージが込められている。
また、人間社会から隔絶した大海で孤独に闘う老人を描いたこの作品は、大海に囲まれた「超現実の世界」と老人が出発して最後に帰還する「現実（文明）の世界」という2つの世界に分けて論じられることも多い。
例えば、千葉兼太郎は、ヘミングウェイは自我の主体性と現実界の虚しさを両極的に引き離した中に生存の意味を探ろうとしたとし、分裂そのものがこの作品を成立させており、『老人と海』はヘミングウェイ文学における断絶の頂点をなすと述べる。
また、新井哲男は、海上での闘いは一種の老人の夢であり、老人は現実を背後に残して夢の世界に入っていくとし、『老人と海』には醜悪な現実からの逃避願望という一面を併せ持っていると述べる。
木村達雄は、『誰がために鐘は鳴る』以降、長い間の苦労が虚しくも報いられなかったことで、作者はその悲痛な心境を訴えるために『老人と海』を書いたかに思われるとし、老人はとりもなおさずヘミングウェイ自身ではなかろうかと指摘している。
老人はサンチャゴ、少年はマノーリンという名前を持っているが、実際には単に「老人」、「少年」と呼ばれることがほとんどである。登場人物はこの二人を除いてはほとんどいない。そのほかにはカジキ、サメ、ライオン、トビウオ、グンカンドリ、小鳥、シイラ、カツオノエボシのような動物や魚であり、海や空、雲、星、月、太陽のような宇宙の一部が自然の存在物として、人間や動物と並んで対等に存在している。
また、老人は海を「ラ・マル」と女性形で呼ぶ。これは一方で若い漁師たちの中に海を「エル・マル」と男性形で呼び、海を「ライバル、戦いの場、敵」として捉えている者がいることと対照をなしている。
この小説の中心は、自然と闘い抜く老人の不屈の姿であり、人間の高貴さを象徴するものとして描かれている。この老人は、自分を取り巻く小さな生き物に対して常に温かい視線を送り、深い敬意を抱いている。そして、闘いの中で彼が目の当たりにするのは、海の生物の圧倒的な力と美である。これは「神聖なものは平凡なものに宿る」として自然美を称えたエマーソンの系譜に連なる魅力である。
そして老人は、大魚と闘ううちに鳥や魚を自分の友達だと考え、太陽や月や星までも友達だと思うようになる。これは彼が自然の一部になっていることを示す。
しかし、自然に対して共生的態度をとる老人も、生きるために愛するものを殺し、摂取する必要がある。このことで老人は悩む。大魚との闘いのなかで、若いころアフリカで黒人とまる一昼夜腕相撲を闘って勝ったことや、キューバ出身で大リーグで活躍している野球選手のことを何度も思い出すが、それらはスポーツであって、相手を殺すわけではない。愛する大魚を殺さなければならない「罪」についての答えが見つからずに反芻する老人の姿は、物語に奥行きを与えている。
老人は三日三晩の間、手傷を負いながらも死力を尽くし、己の持つあらゆる能力を注ぎ込む。これは彼にとって苦痛だが、喜びでさえある。また、一見老人は理想の英雄として描かれているが、人間らしい弱みを持っている。彼は苦境に陥るたびに、「あの子がいたらな」と少年の不在に思いを馳せ、勇気を奮い起こそうとする。
ついに仕留めた大魚を小舟に横付けして港に戻るとき、サメが現れたのは偶然ではなく、老人には予期できていたことだった。
最初のサメが襲ってきたとき、老人は銛でサメを仕留めるが、さらに多くのサメが襲ってくることを予想する。
この小説で最も有名な文章が、老人のつぶやきとしてここで述べられている。
- 橋本治夫（1955年）は、この老人の言葉について、「不撓の闘争精神こそ人間の最高の精神としている」と述べる[37]。
- 宮本陽一郎（1999年）は、老人と大魚、その後のサメとの闘いを暴力の連鎖と見る立場から、「失敗と成功の逆説的な関わり方は『老人と海』の物語そのものの中で反復されており、サンチャゴ老人は、だれも釣ったことのないような超巨大なマカジキを釣ることに、まさに失敗したがゆえにヒロイックな存在となるのである」とする[57]。
- 島村法夫（2005年）は、「老人にとって敗北は敗北でない。彼は物事を結果で判断しない。魚との闘いを通して、自己の力や勇気、人間としての犯しがたい尊厳を保とうとしている。老人の魚やサメとの闘いは、与えられた機会にいかに全力を出しきれるかにあった」とする[28]。
- 渡久山幸功（2012年）は、広大な海において生き残りをかけた生命活動が絶え間なく行われているなか、この悲劇的な結末は、「過酷な自然の厳しさ」が生命を維持するための「自然の美しさ」へと変質する価値転換を要求している瞬間であり、この言葉によって、「過酷な自然の摂理・秩序と人間としての運命を受け入れていることを高らかに宣言している」と述べている[53]。
- 高見浩（2020年）は、「まさしくヘミングウェイが一貫して希求してきた行動規範、いわゆる "grace under pressure（困難に直面してもたじろがずに立ち向かう）" の具現とも言えるだろう。大海原をただ一人飄然とゆく老人の孤影に、ヘミングウェイは原初的な人間の尊厳を刻みたかったのではなかろうか」としている[21]。
- 吉田愛一郎（2019年）は、男にとって敗北とは屈服することであり、肉体的な壊滅を意味しない。ヘミングウェイにとって"undefeatable"とは不屈の精神であって、物理的な破滅ではない。

物語のほとんど終わりに登場するアメリカからの旅行客は、大魚の骨をサメの骨だと誤解するが、この部分には、現代社会に向けたヘミングウェイの風刺的眼差しが注がれている。
今村楯夫は、これを近現代の小説や演劇で見られる「異化作用」だと指摘している。老人の英知や悟りあるいはその悲劇的な結末に対して、読者がそれをそのまま無批判に受け入れないよう作者が最後に置いた障壁であり、読者の安易な感情移入を阻み、より冷静で複眼的な視点を持つための異物としてここに登場させている。これは、丘の上で倒れたキリストにも似た老人を前にして、人間界のことなど無関心で老人の存在そのものを無視するように通り過ぎる一匹の猫もまた同様である。
また、この二人がアメリカ人であることは政治的な意味を持っている。この作品が書かれた1950年代、バティスタ政権のもとでハバナにはアメリカのマフィアが支配する歓楽とギャンブル社会が存在しており、アメリカ人はキューバをあたかも属国あるいはフロリダと海を隔てたアメリカのリゾート地の延長のごとき意識を持っていた。二人はキューバに対する無理解な「アメリカ」そのものを象徴する存在として描かれている。

### 象徴的解釈
本作に対するもっとも有名な批評は、発表当初にウィリアム・フォークナーによって書かれたものである。フォークナーはそれまで、ヘミングウェイに対して「文学的な冒険をしない臆病な作家」と批判していた。
アメリカの代表的なヘミングウェイ研究者であるカーロス・ベイカーは、『老人と海』についてフォークナーが「神、創造主」と抽象的に述べたことを具体的に表現した。すなわち、サンチャゴ老人は福音書のキリストの人格と人間性を連想させる心と精神の持ち主である。老人は、大魚さらにはサメとの壮絶な闘いを繰り広げるうちに、十字架に磔にされたキリストと同様の姿になり、物語が進むにつれて十字架のイメージは次第に強まっていくとする。このようにしてベイカーによって打ち出されたクリスチャン・シンボリズムは、この作品に対する批評に方向性を与えるものとなった。
以降、『老人と海』にクリスチャン・シンボリズムを見出した批評家には、エドウィン・モーズリー（1962年）、ロバート・ルイス（1965年）、ビッグフォード・シルヴェスター（1966年）、ジョーゼフ・フローラ（1973年）らがいる。
日本では、松坂仁伺が『老人と海』について、釣りの物語と宗教的なメッセージの二重構造であるとし、新約聖書のヨハネによる福音書第21章との関連を指摘しつつ、和解がこの作品のテーマだとする。
また、江頭理江と桑野健太郎は、キューバに伝わる「コブレの聖母」伝説と『老人と海』の関連を指摘している。
このように、『老人と海』の批評は、ニュー・クリティシズムの中のクリスチャン・シンボリズムの観点から読む批評が主流となった。1980年代以降にはニーチェ哲学やフランス印象派絵画との類似性に注目する批評が現れてくるが、これらもクリスチャン・シンボリズムからの派生とみなすことができる。いずれにせよ、これらアメリカの批評に顕著に見られるのは宗教的で審美的な傾向であり、この作品からキューバの現実や社会性を見ようとしない姿勢である。このことは、1940年の『誰がために鐘は鳴る』に見られたような社会性が、『老人と海』では失われたと受け止められたことを示唆している。
また、老人の夢の中に繰り返し現れて、この作品の最後を締めくくるライオンは、一般には勇気と希望を培う象徴的イメージと見なされている。これについて、松坂によれば、ライオン(lion)はマノーリン(Manolin)の名前の後半部分のアナグラムであり、つまりライオンと少年は実質的に同じものだとしている。さらに江頭と桑野によれば、サンチャゴとマノーリンとライオンは「コブレの聖母」伝説に登場する3人の漁師ということになる。
これに対して、ヘミングウェイ自身は美術史家バーナード・ベレンソンへの手紙に「海は海であり、老人は老人であり、少年は少年であり、マカジキはマカジキであり、サメはサメであり、シンボルは何もない」として「世間でいうシンボリズムなどはゴミ」と述べている一方で、「リアルな老人、リアルな少年、リアルな海、リアルな魚、リアルなサメを、私は描こうと試みた。しかし、もしそれに成功し、十分リアルに描けていれば、それらは多くのことを意味しうる……。ひとつの物事をきちんと誠意をもって描けば描くほど、のちに別の多くのことを意味するのだ……。」とも述べている。

### 社会性の観点から
『老人と海』はなんらかの政治的立場を明確に表明しているわけではなく、多様な読み方が許される作品である。クリスチャン・シンボリズムやアレゴリーとしての読み方もあれば、アメリカの批評家が否定した社会性の観点から読み解くことも可能である。
この作品を直接的に読めば、キューバの労働を中心に成り立つ漁村共同体の物語であり、1950年代、アメリカの半ば植民地であったキューバの寒村に住む老人を主題としている点で十分な社会性を持っているといえる。
『老人と海』で描かれている魚釣りは、スポーツではなく生業である。この単純な物語の大部分が描くのは海での「労働」であり、それも近代化された工場での労働ではなく、自然を相手にする人間のもっとも原初的な労働といえる。
陸地の見えない大海原は原初的な自然に最も近い場所であり、ただひとり小舟を操り、非近代的な装備で大魚と格闘する老人もまた、人間の原初的な姿、つまり原型である。そこで持てる知識と能力のすべてを傾けて獲物を仕留める老人の姿は、人間の原風景として読者を魅了する第一の点である。
老人は不漁続きのためにサラオになったと見なされ、老人に付いていた少年は両親から別の舟に乗るように言いつけられるが、決して村の中で疎外されてはおらず、冒頭にはそんな老人をからかったり顔には出さずに同情する漁師たちの姿が描かれる。
老人は一人で漁をするため、この物語の闘いの中では人間同士の協力関係は欠落しているが、それが逆に社会的動物としての人間のありようを深く読者に印象づける。老人はせめてもの慰めに、野球や少年に想いを馳せることによって、人間社会を味方として引き寄せ、「人心地」を保とうとする。
三日間の漁から夜半過ぎて村の港に帰るとき、老人は「おれはいい村に住んでいる」と思う。
マノーリン少年は、この物語の主要なもうひとりの登場人物だが、彼が物語に登場するのは初めと終わりの部分だけである。しかし、老人が海で漁をする間に「少年がいてくれたらな」と繰り返しつぶやくことで、少年の不在が強調され、存在感を増している。老人が少年のことを口にするのには、協力者としてというだけでなく、単に話し相手がほしいという理由もあった。漁から戻った老人は、「誰か話し相手がいるというのは、自分や海に向かってだけ話すより、どんなに楽しいことか」と思い、少年に率直に「お前がいなくて寂しかったよ」と語っている。この老人と少年の関係は、労働とコミュニケーションによって構成されている人間活動の原初的な姿を示している。
老人の孤独な敗北のなかに悲劇性を見るのが一般の批評であるが、すでに述べたように、老人は必ずしも孤独ではない。老人は釣り上げた大魚をサメに食い荒らされて戻ってきたが、決して打ちひしがれてはおらず、文体もヘミングウェイ独特の力強いハードボイルドで最後まで弛緩することがない。
老人の満足感として、84日間の不漁続きから、ついに狙った大魚を三日間の格闘の末に釣り上げ、自らの潜在的能力を再確認したことがある。さらに、骨だけになった大魚を持ち帰ったことで、村の漁師たちの注目を集め、テラスの主人は「なんという魚だ。あんな大きな魚はいまだかつてない」と言う。老人は少年に「負けてしまったよ、マノーリン」と言うが、少年は「おじいさんは魚にやられたんじゃないよ」と答える。浜の人々は、老人が為したことを十分に理解して老人に対する尊敬の念を新たにしており、労働とコミュニケーションの集積によって成り立つ漁村共同体の一員として再評価されたことこそ老人の最大の満足であった。安心した老人は、少年に付き添われて満ち足りた思いで眠る。つまり老人の目的は十分に達成されたのだといえる。

## 『老人と海』を取り巻く政治的状況
『老人と海』が発表された1952年は、東西冷戦のさなかにあり、アメリカではマッカーシズムによる赤狩りがピークを迎えていた。『老人と海』発表と前後して、1951年にローゼンバーグ夫妻に対する有罪判決が下され、夫妻は1953年に処刑されている。
非米活動委員会の調査の矛先は人民戦線時代の知識人とソビエト連邦の関係に向けられていた。当時、ヘミングウェイはソ連と最も深い関係にあった作家の一人であり、1938年、1941年、1942年、1943年にソ連共産党機関紙「プラウダ」に声明文を寄せていた。かつて1941年に『誰がために鐘は鳴る』でヘミングウェイはピューリッツァー賞の受賞寸前までいったが、作品の政治性がアメリカの体制に厭われ、スポンサーからの拒否にあって受賞に至らなかった。
FBIはヘミングウェイのキューバでの活動について、詳細な調査ファイルを残しており、ヘミングウェイ自身もこのことに気づいていた。
このようなもとで発表された『老人と海』は、神話的な漁師サンチャゴ老人の自然に対する不屈の闘いを描いた「肯定的」な文学として読みうるものであり、冷戦下の読者と批評家は、ヘミングウェイが政治的な「麻疹」から脱却し、非政治的で純文学的な作家に回帰したことをこぞって歓迎した。このことはまた、当時反共主義を売り物にしていた雑誌『ライフ』が作品を一挙掲載し、またたくまに完売したことにもうかがうことができる。

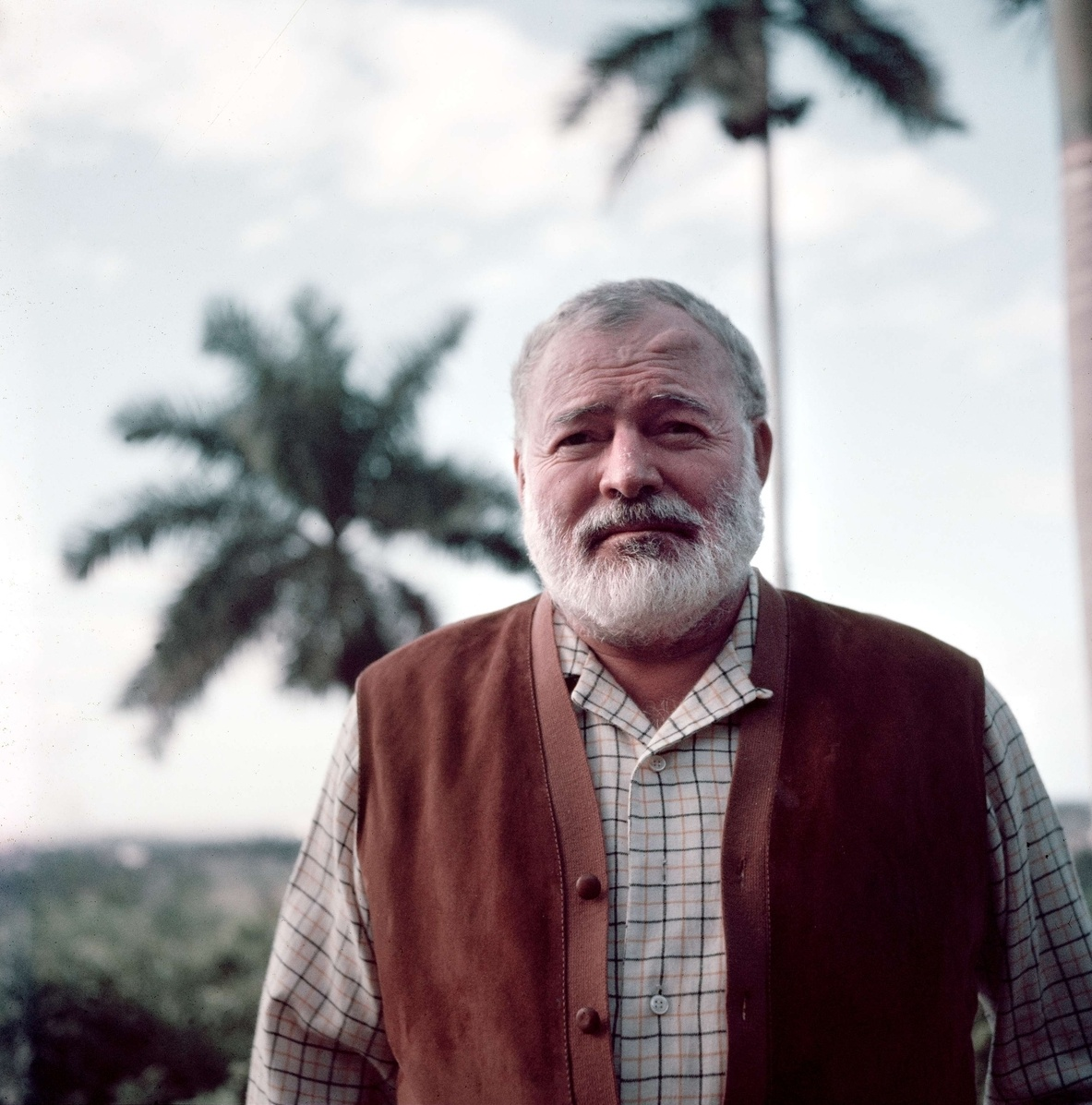
キューバでのヘミングウェイ（1954年）

一方、キューバの指導者フィデル・カストロは、1984年にノルベルト・フエンテスとのインタビューにおいて、『老人と海』は反植民地主義へのメッセージだとする解釈を示している。カストロはヘミングウェイの愛読者であり、二人は1960年5月15日に会見していた。
フエンテスによれば、ヘミングウェイはキューバ共産党に最も多額のカンパをした外国人であり、ヘミングウェイの主治医であり親友であったホセ・ルイス・エレラ・ソトロンゴは、カストロの抵抗運動に加わっていた。このようなキューバ革命とヘミングウェイのつながりを積極的に読み取ろうとする姿勢は、カストロだけのものではなく、リサンドロ・オテロの『ヘミングウェイ』（1963年）やメアリー・クルスの『ガルフ・ストリームのなかのキューバとヘミングウェイ』（1981年）など、革命後のキューバ批評家たちのヘミングウェイ論に広い範囲において認められる。

### ヘミングウェイの政治姿勢
スペイン内戦帰還兵がマッカーシズムの犠牲になっていた1950年、「エイブラハム・リンカーン旅団帰還兵の会(VALB)」会長ミルトン・ウルフから集会への協力依頼を受けたヘミングウェイは金銭援助を申し出ているが、その際に書きつけた未投函の手紙が発見されている。手紙には、「マッカーシー上院議員殿　キューバの拙宅フィンカ・ビヒアにお出でいただき、僕とボクシングで決着をつけようではないか」と書かれていた。
その後、『老人と海』の大成功により一段と名声と権威を増したヘミングウェイは、1954年4月『ルック』誌にエッセイを掲載し、サファリ紀行に事寄せてマッカーシズムを公然と批判した。

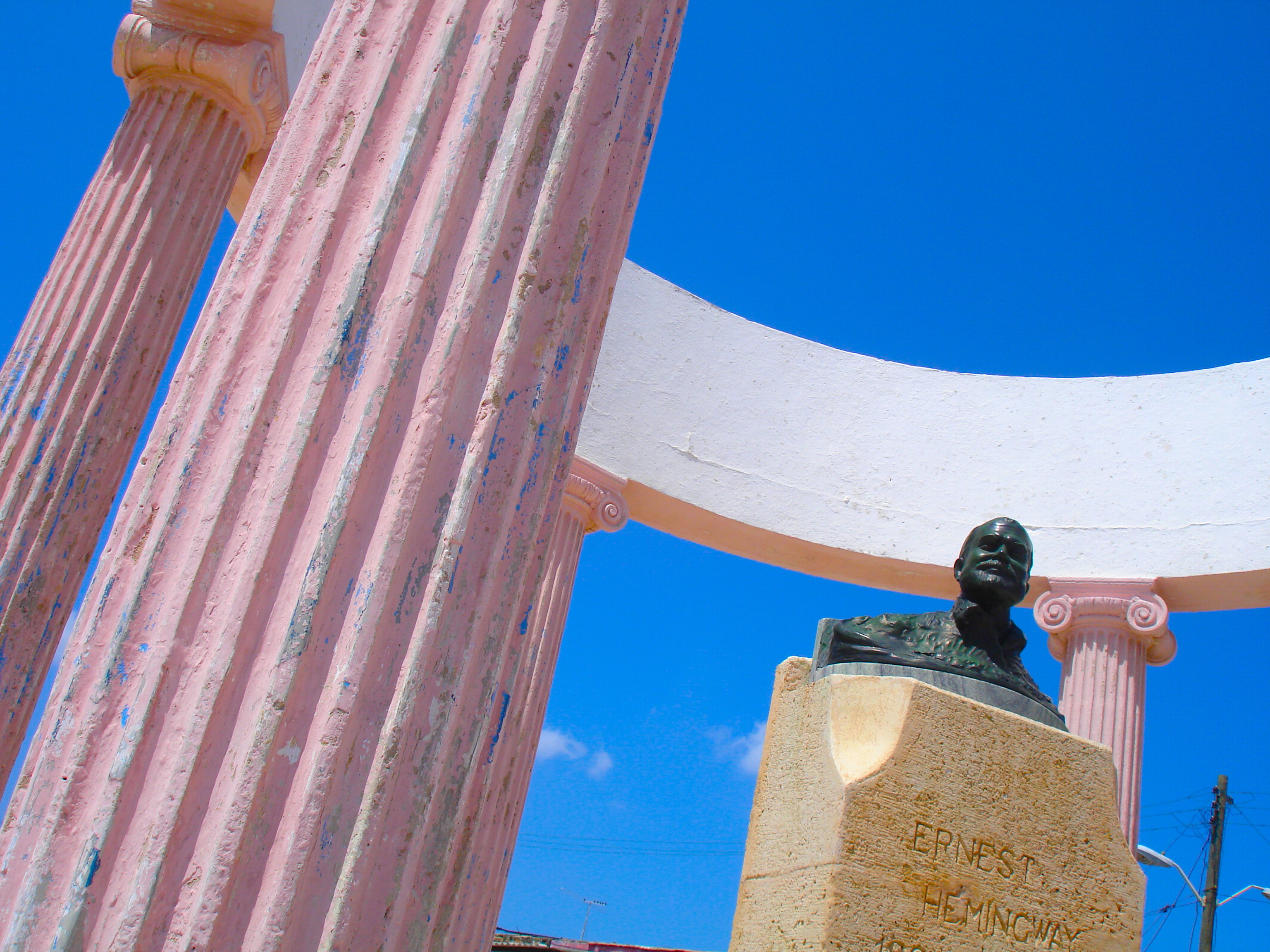
コヒマルのヘミングウェイの胸像

ヘミングウェイは一貫してキューバの大衆側にあり、アメリカ政府への批判は変わることがなかった。
『老人と海』が出版されたとき、ヘミングウェイはコヒマルの漁師たちを自宅に招き、彼らから記念のメダルを贈呈された。ノーベル賞受賞の祝賀式典がモデーロビール工場で催されたときには、再び漁師たちが招待された。
フィンカ・ビヒアにおけるノーベル賞受賞の非公式の祝いの席で、ヘミングウェイは次のように語っている。
1961年7月2日、ヘミングウェイがアイダホ州ケチュムで自殺したことを知ったコヒマルの漁師たちは集会を開き、海に面した公園にヘミングウェイの胸像を建てることを決めた。しかし胸像の材料となるブロンズがなく、漁師たちは自分たちの船のスクリューを提供した。

## 日本語訳
- 福田恆存訳（1953年、チャールズ・E・タトル商会）[70]
- 福田恆存訳（1966年、度々改版、新潮文庫※／新訂・中公文庫※、2025年）[71]
- 林原耕三・坂本和男訳（1972年、『対訳ヘミングウェイ 第2巻』収録、南雲堂）[72]
- 野崎孝訳（1977年10月、『世界文学全集 第77巻』収録、集英社）[73]
- 谷阿休訳（1983年1月、『ヘミングウェイ釣文学全集 下巻』収録、朔風社）、ISBN 4-915511-06-5 [74]
- 中山善之訳（2013年9月、柏艪舎<シリーズ世界の文豪>）、ISBN 978-4-434-17650-0 [75]
- 小川高義訳（2014年9月、光文社古典新訳文庫※）、ISBN 978-4-334-75299-6 [76]
- 石波杏訳（2015年7月、青空文庫）[77]
- 宮永重良訳（2015年4月、文芸社）、ISBN 978-4-286-16101-3 [78]
- 吉田愛一郎訳（2019年4月、NPO法人 GREEN PLAZA研究所）、ISBN 978-4990890711[79]
- 高見浩訳（2020年7月、新潮文庫※）、ISBN 978-4-10-210018-9[80]
- 今村楯夫訳（2022年9月、左右社※）、ISBN 978-4-86528-334-1
- 島村法夫訳（2023年5月、小鳥遊書房）、ISBN 978-4-86780-017-1

チャールズ・タニクリフとレイモンド・シェパードの挿し絵入り
- 越前敏弥訳（2024年1月、角川文庫※）、ISBN 978-4-04-113925-7
- 齊藤昇訳（2025年1月、文春文庫※）、ISBN 978-4-16-792327-3

※は電子書籍も刊行

## 翻案・二次作品
舞踊
1959年、大野一雄モダンダンス公演にて発表。
映画
- 『老人と海』（1958年、アメリカ）：ジョン・スタージェス監督、スペンサー・トレイシー主演。
- 『老人と海』（1990年、日本）：ジャン・ユンカーマン監督、山上徹二郎企画製作。本作をヒントに与那国島でカジキを追いかける老漁師の記録映画。
- 『老人と海（ロシア語版）』（1999年、ロシア）：アレクサンドル・ペトロフ監督によるアニメーション映画。ガラス板に描かれた画を使ったIMAXシアター作品。ロシア、日本、カナダの合作。アカデミー短編アニメ賞、英国アカデミー賞(BAFTA)短編アニメ賞受賞。

漫画
- そのさなえ 『老人と海』（2011年10月、ホーム社 MANGA BUNGOシリーズ）ISBN 978-4-8342-6341-1
- 六田登 『老人と海』（2014年、eBookJapan 電子書籍）

音楽
- 老人と海：日本のロックバンド「ヨルシカ」が2021年に発表した楽曲。同バンドの文学オマージュシリーズとして当小説をモチーフに制作された[81][82]。